# Mitopernoides
Mitopernoides is een geslacht van hooiwagens uit de familie Gonyleptidae.
De wetenschappelijke naam Mitopernoides is voor het eerst geldig gepubliceerd door B. Soares in 1945. 

## Soorten
Mitopernoides is monotypisch en omvat slechts de volgende soort:
- Mitopernoides variabilis